# 汤沟酒窖
汤沟酒窖，位于江苏省连云港市灌南县，是中华人民共和国江苏省文物保护单位之一。
2011年12月30日，授予江苏省文物保护单位，是一座古建筑。